# Per Knut Aaland
Per Knut Aaland (ur. 5 września 1954 w Innvik) – norweski biegacz narciarski, srebrny medalista olimpijski.

## Kariera
Jego olimpijskim debiutem były igrzyska w Innsbrucku w 1976 roku. Zajął tam 6. miejsce w biegu na 50 km stylem klasycznym. Cztery lata później, podczas igrzysk olimpijskich w Lake Placid osiągnął swój największy sukces w karierze. Wraz z Larsem Erikiem Eriksenem, Ove Aunlim i Oddvarem Brå wywalczył srebrny medal w sztafecie 4x10 km. Na tych samych igrzyskach zajął także 16. miejsce w biegu na 30 km techniką klasyczną. Na kolejnych igrzyskach już nie startował.
Najlepsze wyniki w Pucharze Świata osiągnął w sezonie 1982/1983, kiedy to zajął 16. miejsce w klasyfikacji generalnej.
W 1978 roku wystąpił w biegu na 50 km podczas mistrzostw świata w Lahti, kończąc rywalizację na szesnastej pozycji. W 1977 roku został mistrzem Norwegii w biegu na 50 km techniką klasyczną.

## Osiągnięcia

### Igrzyska olimpijskie
| Miejsce | Dzień     | Rok  | Miejscowość | Konkurencja             | Czas biegu | Strata   | Zwycięzca        |
| ------- | --------- | ---- | ----------- | ----------------------- | ---------- | -------- | ---------------- |
| 6.      | 14 lutego | 1976 | Innsbruck   | 50 km stylem klasycznym | 2:37:30,05 | +3:48,01 | Ivar Formo       |
| 16.     | 14 lutego | 1980 | Lake Placid | 30 km stylem klasycznym | 1:27:02,80 | +4:23,78 | Nikołaj Zimiatow |
| 2.      | 20 lutego | 1980 | Lake Placid | Sztafeta 4 × 10 km      | 1:57:03,46 | +1:42,31 | ZSRR             |

### Mistrzostwa świata
| Miejsce | Dzień     | Rok  | Miejscowość | Konkurencja             | Czas biegu | Strata   | Zwycięzca         |
| ------- | --------- | ---- | ----------- | ----------------------- | ---------- | -------- | ----------------- |
| 16.     | 26 lutego | 1978 | Lahti       | 50 km stylem klasycznym | 2:46:43,06 | +8:00,46 | Sven-Åke Lundbäck |

### Puchar Świata
W sezonach 1973/1974 - 1980/1981 Puchar Świata rozgrywany był nieoficjalnie.

#### Miejsca w klasyfikacji generalnej
- sezon 1978/1979: 8.
- sezon 1979/1980: 7.
- sezon 1980/1981: ?
- sezon 1981/1982: 44.
- sezon 1982/1983: 16.
- sezon 1984/1985: 39.
- sezon 1985/1986: 35.
- sezon 1986/1987: 18.

#### Miejsca na podium
| Nr | Dzień     | Rok  | Miejscowość | Konkurencja             | Czas biegu | Pozycja | Strata | Zwycięzca       |
| -- | --------- | ---- | ----------- | ----------------------- | ---------- | ------- | ------ | --------------- |
| 1. | 10 marca  | 1979 | Oslo        | 50 km                   | ?          | 2       | ?      | Oddvar Brå      |
| 2. | 15 marca  | 1980 | Oslo        | 50 km                   | ?          | 2       | ?      | Thomas Wassberg |
| 3. | 20 lutego | 1982 | Kawgołowo   | 50 km stylem klasycznym | ?          | 2       | ?      | Jan Lindvall    |
| 4. | 12 marca  | 1983 | Oslo        | 50 km stylem klasycznym | ?          | 2       | ?      | Asko Autio      |
| 5. | 21 marca  | 1987 | Oslo        | 50 km stylem klasycznym | ?          | 2       | ?      | Thomas Wassberg |